# Cúp quốc gia Wales 2007–08
Cúp quốc gia Wales FAW 2007-08 là mùa giải thứ 121 của giải đấu bóng đá loại trực tiếp hàng năm dành cho các đội bóng ở Wales. Giải đấu 2007-08 khởi tranh từ 18 tháng 8 năm 2007 và kết thúc vào ngày 4 tháng 5 năm 2008. Bangor City giành chức vô địch Cúp quốc gia Wales 2007–08.

## Vòng sơ loại
Các trận đấu diễn ra vào ngày 18 tháng 8 năm 2007.
| Số thứ tự trận | Đội nhà          | Tỉ số | Đội khách       |
| -------------- | ---------------- | ----- | --------------- |
| 1              | Carno            | 5–3   | Four Crosses    |
| 2              | Kerry            | 1–2   | Knighton Town   |
| 3              | Llanidloes Town  | 0–1   | Montgomery Town |
| 4              | Newbridge on Wye | 3–4   | Newcastle Emlyn |

| Số thứ tự trận                              | Đội nhà      | Tỉ số | Đội khách          |
| ------------------------------------------- | ------------ | ----- | ------------------ |
| 1                                           | Chirk AAA    | 2 – 2 | Amlwch Town        |
| Chirk AAA thắng 5–3 trong loạt sút luân lưu |              |       |                    |
| 2                                           | Corwen       | 2 – 1 | Holwywell Town     |
| 3                                           | Llanberis    | 3–0   | Castell Alun Colts |
| 4                                           | Nantlle Vale | 1–0   | Llandudno Junction |
| 5                                           | Nefyn United | 4–1   | Llangollen Town    |
| 6                                           | Rhos Aelwyd  | 3–4   | Halkyn United      |

| Số thứ tự trận                                  | Đội nhà                | Tỉ số | Đội khách        |
| ----------------------------------------------- | ---------------------- | ----- | ---------------- |
| 1                                               | Abertillery Excelsiors | 2–3   | Cwmamman United  |
| 2                                               | Cwmaman Institute      | 6–1   | Cwmffrwdr Sports |
| 3                                               | Llanwern               | 6–3   | Monmouth Town    |
| 4                                               | Risca United           | 2–2   | Goytre           |
| Goytre thắng 5–4 trong loạt sút luân lưu        |                        |       |                  |
| 5                                               | Seven Sisters          | 1–1   | Porthcawl Town   |
| Seven Sisters thắng 4–3 trong loạt sút luân lưu |                        |       |                  |
| 6                                               | Ystradgynalis          | 1–2   | Aberbargoed Buds |

## Vòng Một
Các trận đấu diễn ra vào ngày 15 tháng 9 năm 2007.
| Số thứ tự trận | Đội nhà                | Tỉ số     | Đội khách              |
| -------------- | ---------------------- | --------- | ---------------------- |
| 1              | Carno                  | 1–4       | Penrhyncoch            |
| 2              | Guilsfield             | 2–1       | Prestiegne St. Andrews |
| 3              | Montgomery Town        | 2–1       | Llanfyllin Town        |
| 4              | Llanrhaedr ym Mochnant | 3–2 (aet) | Berriew                |
| 5              | Newcastle Emlyn        | 4–1       | Knighton Town          |

| Số thứ tự trận                                     | Đội nhà            | Tỉ số     | Đội khách         |
| -------------------------------------------------- | ------------------ | --------- | ----------------- |
| 1                                                  | Bala Town          | 6–3       | Denbigh Town      |
| 2                                                  | Bodedern           | 0–2       | Llanfairpwll      |
| 3                                                  | Brickfield Rangers | 0–12      | Brymbo            |
| 4                                                  | Coedpoeth United   | 0–1       | Mold Alexandra    |
| 5                                                  | Conwy United       | 4–0       | Glynceiriog       |
| 6                                                  | Corwen             | 3–1       | Lex XI            |
| 7                                                  | Nantlle Vale       | 0–2       | Chirk AAA         |
| 8                                                  | Glan Conwy         | 1–3       | Llanrug United    |
| 9                                                  | Halkyn United      | 2–1       | Ruthin Town       |
| 10                                                 | Hawarden Rangers   | 3–0       | Buckley Town      |
| 11                                                 | Holyhead Hotspurs  | 3–2 (aet) | Cefn United       |
| 12                                                 | Llanberis          | 4–3 (aet) | Llanwrst United   |
| 13                                                 | Llandyrnog United  | 3–1       | Penycae           |
| 14                                                 | Mynydd Isa         | 3–1       | Glantraeth        |
| 15                                                 | Nefyn United       | 2–0       | Gresford Athletic |
| 16                                                 | Prestatyn Town     | 1–2       | Llandudno Town    |
| 17                                                 | Pwllheli           | 3–4       | Gap Queens Park   |
| 18                                                 | Tywyn & Bryncrug   | 6–6       | Rhydymwyn         |
| Tywyn & Bryncrug thắng 5–4 trong loạt sút luân lưu |                    |           |                   |

| Số thứ tự trận                                        | Đội nhà             | Tỉ số     | Đội khách              |
| ----------------------------------------------------- | ------------------- | --------- | ---------------------- |
| 1                                                     | Bridgend Town       | 3–1       | Garden Village         |
| 2                                                     | Bryntirion Athletic | 6–1       | Pontypridd Town        |
| 3                                                     | Caerau Ely          | 7–0       | Garw                   |
| 4                                                     | Caerleon            | 4–0       | Treharris              |
| 5                                                     | Cwmaman Institute   | 4–2       | Llangeinor             |
| 6                                                     | Cwmamman United     | 3–0       | Llwydcoed              |
| 7                                                     | Dinas Powys         | 3–0       | Penrhiwceiber Rangers  |
| 8                                                     | Ely Rangers         | 1–4       | Llantwit Fardre        |
| 9                                                     | Goytre United       | 3–0       | Pontardawe Town        |
| 10                                                    | Llansawel           | 2–5       | ENTO Aberaman Athletic |
| 11                                                    | Llanwern            | 4–2 (aet) | Barry Town             |
| 12                                                    | Maesteg Park        | 2–1       | Seven Sisters          |
| 13                                                    | Merthyr Saints      | 2–0       | Cwmbran Town           |
| 14                                                    | Newport YMCA        | 2–0       | Goytre                 |
| 15                                                    | Pentwyn Dynamos     | 3–1       | Cwmbran Celtic         |
| 16                                                    | Pontyclun           | 1–2       | Cambrian & Clydach     |
| 17                                                    | Taffs Well          | 3–2       | Caldicot Town          |
| 18                                                    | Ton Pentre          | 3–0       | Aberbargoed Buds       |
| 19                                                    | Tredegar Town       | 1–1       | Cardiff Corinthians    |
| Cardiff Corinthians thắng 4–3 trong loạt sút luân lưu |                     |           |                        |
| 20                                                    | Troedyrhiw          | 3–7       | Croesyceiliog          |
| 21                                                    | West End            | 2–1       | Bettws                 |
| 22                                                    | UW-Aberystwyth      | (thắng)   | Briton Ferry           |

## Vòng Hai
Các trận đấu diễn ra vào ngày 6 tháng 10 năm 2007.
| Số thứ tự trận | Đội nhà              | Tỉ số     | Đội khách              |
| -------------- | -------------------- | --------- | ---------------------- |
| 1              | Bangor City          | 3–0       | Llandyrnog United      |
| 2              | Brymbo               | 4–0       | Halkyn United          |
| 3              | Caernarfon Town      | 2–1       | Llanfairpwll           |
| 4              | Caersws              | 9–0       | Mold Alexandra         |
| 5              | Connah's Quay Nomads | 3–1 (aet) | The New Saints         |
| 6              | Corwen               | 1–3       | Mynydd Isa             |
| 7              | Gap Queens Park      | 3–1       | Penrhyncoch            |
| 8              | Guilsfield           | 3–2 (aet) | Airbus UK              |
| 9              | Holyhead Hotspurs    | 2–1       | Bala Town              |
| 10             | Llanberis            | 1–5       | Newtown                |
| 11             | Llandudno Town       | 1–2       | NEWI Cefn Druids       |
| 12             | Llangefni Town       | 5–0       | Hawarden Rangers       |
| 13             | Llanrug United       | 5–1       | Llanrhaedr ym Mochnant |
| 14             | Nefyn United         | 2–0       | Chirk AAA              |
| 15             | Porthmadog           | 0–2       | Welshpool Town         |
| 16             | Rhyl                 | 10–0      | Montgomery Town        |
| 17             | Tywyn & Bryncrug     | 3–2       | Conwy United           |

| Số thứ tự trận | Đội nhà              | Tỉ số     | Đội khách              |
| -------------- | -------------------- | --------- | ---------------------- |
| 1              | Aberystwyth Town     | 3–0       | Newcastle Emlyn        |
| 2              | Afan Lido            | 3–1       | Croesyceiliog          |
| 3              | Bridgend Town        | 1–2       | Bryntirion Athletic    |
| 4              | Caerau Ely           | 3–2       | Goytre United          |
| 5              | Caerleon             | 2–1       | Taffs Well             |
| 6              | Cardiff Corinthians  | 2–3 (aet) | Ton Pentre             |
| 7              | Cwmaman Institute    | 0–3       | ENTO Aberaman Athletic |
| 8              | Cwmamman United      | 0–5       | Dinas Powys            |
| 9              | Haverfordwest County | 1–0       | Llantwit Fardre        |
| 10             | Maesteg Park         | 2–0       | Briton Ferry           |
| 11             | Merthyr Saints       | 1–2       | Carmarthen Town        |
| 12             | Neath Athletic       | 6–0       | Llanwern               |
| 13             | Newport YMCA         | 4–1       | Cambrian & Clydach     |
| 14             | Pentwyn Dynamos      | 3–7       | Llanelli               |
| 15             | West End             | 1–2       | Port Talbot Town       |

## Vòng Ba
Các trận đấu diễn ra vào ngày 3 tháng 11 năm 2007.
| Số thứ tự trận | Đội nhà                | Tỉ số     | Đội khách         |
| -------------- | ---------------------- | --------- | ----------------- |
| 1              | Aberystwyth Town       | 3–1       | Neath Athletic    |
| 2              | Bryntirion Athletic    | 4–2       | Dinas Powys       |
| 3              | Caerleon               | 2–0       | Brymbo            |
| 4              | Caersws                | 2–3 (aet) | Bangor City       |
| 5              | Connah's Quay Nomads   | 0–2       | Guilsfield        |
| 6              | ENTO Aberaman Athletic | 3–1       | Caerau Ely        |
| 7              | Gap Queens Park        | 3–1       | Afan Lido         |
| 8              | Haverfordwest County   | 3–0       | Ton Pentre        |
| 9              | Llangefni Town         | 3–0       | Mynydd Isa        |
| 10             | Llanrug United         | 3–5       | Llanelli          |
| 11             | Nefyn United           | 1–3       | Caernarfon Town   |
| 12             | NEWI Cefn Druids       | 3–0       | Holyhead Hotspurs |
| 13             | Newport YMCA           | 2–1       | Carmarthen Town   |
| 14             | Newtown                | 2–1 (aet) | Maesteg Park      |
| 15             | Rhyl                   | 1–0       | Port Talbot Town  |
| 16             | Tywyn & Bryncrug       | 1–3 (aet) | Welshpool Town    |

## Vòng Bốn
Các trận đấu diễn ra vào ngày 2 tháng 2 năm 2008.
| Số thứ tự trận                                     | Đội nhà              | Tỉ số | Đội khách              |
| -------------------------------------------------- | -------------------- | ----- | ---------------------- |
| 1                                                  | Aberystwyth Town     | 0–0   | Bangor City            |
| Bangor City thắng 3–2 trong loạt sút luân lưu      |                      |       |                        |
| 2                                                  | Bryntirion Athletic  | 1–2   | Welshpool Town         |
| 3                                                  | Gap Queens Park      | 2–0   | Caerleon               |
| 4                                                  | Guilsfield           | 1–0   | Caernarfon Town        |
| 5                                                  | Haverfordwest County | 1–2   | Rhyl                   |
| 6                                                  | NEWI Cefn Druids     | 0–0   | ENTO Aberaman Athletic |
| NEWI Cefn Druids thắng 5–3 trong loạt sút luân lưu |                      |       |                        |
| 7                                                  | Newport YMCA         | 0–0   | Llangefni Town         |
| Newport YMCA thắng 4–3 trong loạt sút luân lưu     |                      |       |                        |
| 8                                                  | Newtown              | 1–2   | Llanelli               |

## Tứ kết
Các trận đấu diễn ra vào ngày 1 tháng 3 năm 2008 và 2 tháng 3 năm 2008.
| Số thứ tự trận | Đội nhà          | Tỉ số     | Đội khách       |
| -------------- | ---------------- | --------- | --------------- |
| 1              | Guilsfield       | 0-6       | Bangor City     |
| 2              | NEWI Cefn Druids | 3-6 (aet) | Llanelli        |
| 3              | Newport YMCA     | 3-2       | Welshpool Town  |
| 4              | Rhyl             | 3-2       | Gap Queens Park |

## Bán kết
Các trận đấu ban đầu dự định thi đấu ngày cuối tuần 29 tháng 3 năm 2008, nhưng trận đấu Newport YMCA v Bangor City bị hoãn vì sân bị ngập nước. Sau đó trận đấu diễn ra ở Newtown vào ngày thứ Bảy tiếp theo. Trận còn lại diễn ra trên sân của Aberystwyth Town.
| Số thứ tự trận | Đội nhà      | Tỉ số | Đội khách   |
| -------------- | ------------ | ----- | ----------- |
| 1              | Newport YMCA | 1-3   | Bangor City |
| 2              | Rhyl         | 2-5   | Llanelli    |

## Chung kết
| Bangor City                                                | 4 – 2 (sau hiệp phụ) | Llanelli                              |
| ---------------------------------------------------------- | -------------------- | ------------------------------------- |
| Stott 20' · Seargeant 90' · Limbert 97' (ph.đ.) · Noon 99' |                      | Swanick 48' (l.n.) · R. Griffiths 56' |

| Bangor City | Llanelli |